# رولا (اسم)
رولا اسم علم مؤنث عربي. ومعناه المرأة الجميلة الممتلئة، ومعناه مأخوذ من اسم قبيلة كانت تعيش شمال جزيرة العرب.

## الشخصيات
- رولا سعد، مغنية لبنانية.
- رولا ذيبان، ممثلة سورية.
- رولا بهنام، إعلامية عراقية وعارضة أزياء سابقة.
- رولا إبراهيم، إعلامية سورية.
- رولا حيدر ، إعلامية سورية.
- رولا شامية، ممثلة لبنانية.
- رولا حمادة، ممثلة لبنانية.
- رولا سعد، منتجة ومعدة يرامج تلفزيونية لبنانية.
- رولا محمود، ممثلة مصرية.
- رولا زكي، مطربة مصرية.
- رولا دشتي، وزيرة ونائبة سابقة في مجلس الأمة الكويتي.
- رولا جبريل، سياسية إسرائيلية.